# Stenomacrus tuberculatus
Stenomacrus tuberculatus là một loài tò vò trong họ Ichneumonidae.